# ليفربول موسم 1980–81
موسم 1980–81 هو الموسم التاسع والثمانين لنادي ليفربول لكرة القدم وموسمه التاسع عشر على التوالي في الدرجة الأولى. كان موسمًا مليئًا بالتناقضات بالنسبة لليفربول حيث فازوا بكأس أوروبا للمرة الثالثة بفوزهم على ريال مدريد 1-0 في باريس، وفازوا بكأس رابطة الأندية الإنجليزية المحترفة لأول مرة بفوزهم على بطل الدرجة الثانية في ذلك الموسم وست هام يونايتد بعد إعادة المباراة في فيلا بارك. كما تغلبوا على وست هام في بطولة الدرع الخيرية.
لكن موسم الدوري الإنجليزي الممتاز تحول إلى خيبة أمل كبيرة بعد الألقاب المتتالية في المواسم السابقة، إذ اكتفى الفريق بالمركز الخامس ثم خسر أمام إيفرتون في الجولة الرابعة من كأس الاتحاد الإنجليزي. كان هذا الموسم هو الأخير لعدد قليل من اللاعبين، وكان بوب بيزلي يتطلع إلى المستقبل من خلال جلب لاعبين سيستمرون في الظهور بانتظام مع النادي لبقية العقد وحتى التسعينيات.